# 平田寛

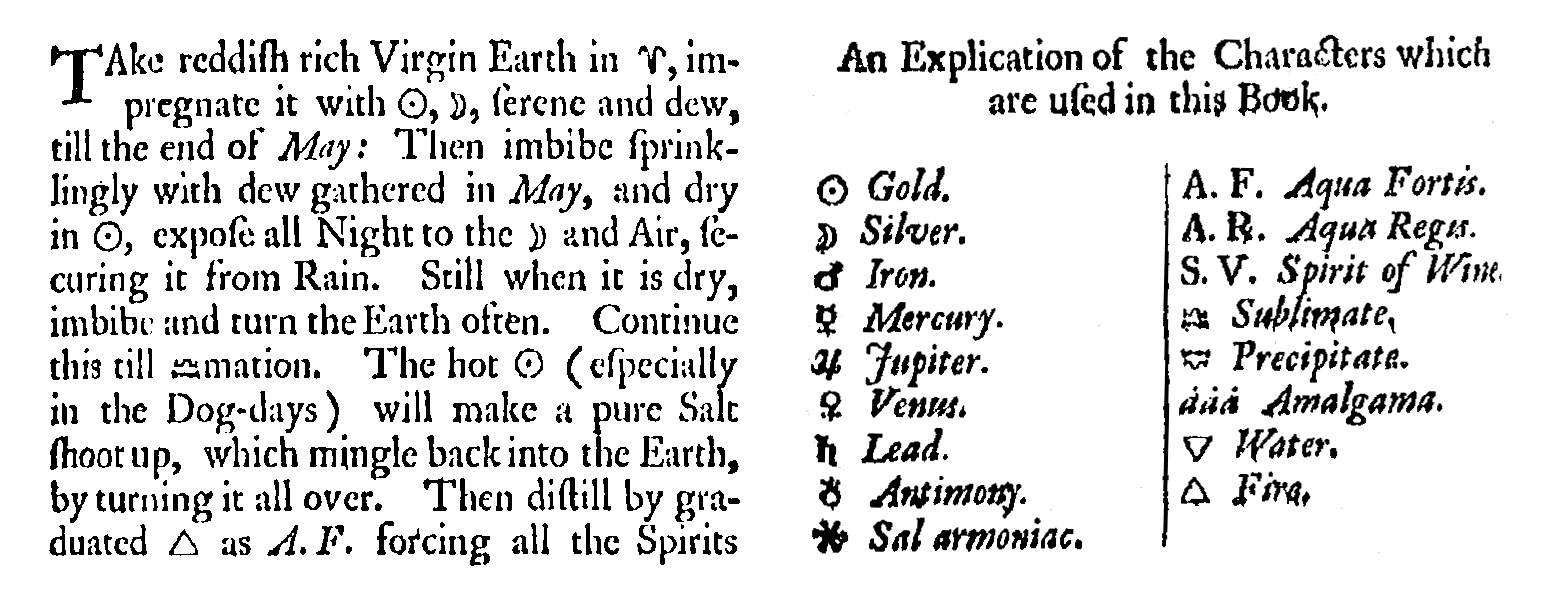
17世紀の錬金術の本に記載された元素記号

平田 寛（ひらた ゆたか、1910年11月14日 - 1993年9月23日）は、日本の西洋科学史家。早稲田大学名誉教授。日本科学史学会会長。
古代ギリシャの科学技術を研究し、西洋の科学史の文献の翻訳により、日本の科学史研究に貢献した。また日本科学史学会の発起人となり、その創立にも尽力した。
平田内蔵吉・平田晋策（『新戦艦高千穂』の著者）は父の従兄弟であり、内蔵吉の孫である平田オリザは縁戚にあたる。

## 略歴
- 兵庫県赤穂町に生まれる[1]。
- 1936年 早稲田大学文学部史学科卒業[1]
- ～1940年　早稲田大学文学部大学院に在籍
- 1954年 早稲田大学専任講師[1]
- 年代不明　早稲田大学助教授[1]
- 1961年 早稲田大学教授[1]
- 1981年 定年、名誉教授[1]
- 1981年 第6代日本科学史学会会長に就任[1]
- 1993年 83歳で死去[1]

## 著書
- 『科学の誕生』（自文堂） 1947
- 『科學の生いたち ウェリタス君の背に乘って』（さ・え・ら書房） 1950
- 『科学むかしばなし』（昆野恒絵、筑摩書房、小学生全集） 1955
- 『真理をみつけた人々』（福田新生絵、さ・え・ら書房、ぼくたちの研究室） 1955
- 『科学の起原 古代文化の一側面』（岩波書店） 1974
- 『失われた動力文化』（岩波新書） 1976
- 『科学の考古学 その底辺を掘りおこす』（中公新書） 1979
- 『ガリレオの椅子 科学史とその周辺』（恒和出版、恒和選書） 1980
- 『錬金術の誕生 科学史とその周辺』（恒和出版） 1981
- 『図説科学・技術の歴史 ピラミッドから進化論まで』（朝倉書店） 1985
- 『科学の文化史』（朝倉書店） 1988

### 共編著
- 『科学と社会』（大野三郎, 立川昭二共著、筑摩書房、やさしい科学の歴史） 1958
- 『科学史物語』（田中実, 菅井準一共著、角川書店） 1963
- 『魔女と科学者 エピソード科学史』（編、人物往来社） 1967
- 『定理・法則をのこした人びと 小さな科学史辞典』（編著、岩波ジュニア新書） 1981
- 『歴史を動かした発明 小さな科学史事典』（編著、岩波ジュニア新書） 1983
- 『地球は青かった 科学の名言集』（編著、岩波ジュニア新書） 1988

## 翻訳
- 『古代科学』（ハイベルク、創元社） 1940
- 『古代技術』（ディールス、創元社） 1943／ちくま学芸文庫 2024
- 『科学と空想 附・ベルフアースト講演』（ジョン・ティンダル、創元社） 1948
- 『古代人の発明 ヘロンの気体装置』（ウッドクロフト英訳編、創元社） 1949
- 『宗教と科学の闘争史』（ドレイパー、創元社） 1949、のち角川文庫
- 『古代中世科学文化史』全4巻（ジョージ・サートン、岩波書店） 1951 - 1957
- 『発掘入門 野外考古学の話』（L・ウーリー、創元社） 1953
- 「夢を発掘した人」（シュリーマン、創元社、『世界少年少女文学全集48 世界探検紀行集』） 1956
- 『図解 科学と実験の歴史』（シャーウッド・テイラー、稲沼瑞穂共訳、東京創元社） 1957
- 『ギリシア数学史』第1 - 2（T・L・ヒース、大沼正則, 菊池俊彦共訳、共立出版、共立全書） 1959 - 1960
- 「パピルスの国・粘土の国」（W・H・ブールトン、糸賀昌昭共訳、筑摩書房、世界ノンフィクション全集10） 1960
- 『魔法 その歴史と正体』（カート・セリグマン、平凡社、世界教養全集） 1961
  - 完訳版『魔法 その歴史と正体』（人文書院） 1991。平凡社ライブラリー（澤井繁男補訳） 2021
- 『錬金術師 近代化学の創設者たち』（F.S.テイラー、筑摩書房、世界ノンフィクション全集12） 1961。新版（大槻真一郎共訳、人文書院） 1981
- 『技術の歴史』全10巻（チャールズ・シンガー, E・J・ホームヤード, A・R・ホール編、八杉龍一共訳編、筑摩書房） 1962 - 1964
- 「過去を掘る / 発掘物語」（C・L・ウーリー / D・マスターズ、大成莞爾共訳、平凡社、世界教養全集19） 1962
- 「数と数字」（D・E・スミス, J・ギンスバーグ、平凡社、世界教養全集30） 1962
- 『科学思想のあゆみ』（Ch.シンガー、伊東俊太郎, 木村陽二郎共訳、岩波書店） 1968
- 『魔法から科学へ』（Ch.シンガー、平田陽子共訳、社会思想社） 1969
- 『技術文化史』（T・K・デリー, T・I・ウィリアムズ、田中実共訳、筑摩書房） 1971 - 1972
- 『技術の誕生』（ヘンリー・ホッジズ、平凡社） 1975
- 『自然の秘密をあばいた人びと』（A・S・グレゴール、訳編、恒和出版） 1989
- 『古代の技術史』全4巻（フォーブス、道家達将, 大沼正則, 栗原一郎, 矢島文夫共監訳、朝倉書店） 2003 - 2011